# Aerope (córka Katreusa)
Aerope (gr. Ἀερόπη) – w mitologii greckiej królewna kreteńska.
Była córką króla Katreusa, wnuczką Minosa oraz siostrą Klimene (Klymene), Apemosyne i Altajmenesa.
Katreus dowiedział się od wyroczni, że zginie z rąk jednego ze swoich dzieci, dlatego jego syn Altajmenes uciekł z kraju ze swoją siostrą Apemosyne na wyspę Rodos i założyli tam miasto Kretenię.
Pozostałe dwoje dzieci – Aerope i Klimene – Katreus oddał w ręce, sławnego żeglarza i podróżnika,
Naupliosa, prosząc, by sprzedał je na obczyźnie. Nauplios ichronił siostry od śmierci i poślubił młodszą z nich, Klymene
Aerope zaś przybyła do Argos, gdzie poślubiła Atreusa, z którym miała trójkę dzieci: Agamemnona, Menelaosa, Anaksibię.
W Midei władzę na zmianę sprawowali bracia Tiestes i mąż Aerope, Atreus, gdy jednak zginął Eurysteusz, przypadła im władza w całych Mykenach. Lud mykeński zażądał, aby nad całą Argolidą władzę sprawował jeden król. Obaj synowie Pelopsa zgłaszali prawa do tronu, dlatego posłowie, którzy przybyli do Midei, przykazali im zgłosić się na wezwanie w Mykenach, gdzie przed zgromadzeniem ludu mykeńskiego mieli dowieść, który z nich ma większe prawo zostania królem.
Tiestes, aby zapewnić sobie władzę, wykorzystał Aerope, która była jego kochanką, i namówił ją, aby przyniosła mu "złote runo", będące własnością jej męża. Mimo to na agorze mykeńskiej Atreus przekonał zgromadzenie, że sam Zeus mu sprzyja i jemu powinno przypaść berło królewskie.
Po objęciu władzy skazał brata na dożywotnie wygnanie bez prawa powrotu, Aerope zaś nakazał żołnierzom sprowadzić z Midei. Przez wiele tygodni więził ją i torturami próbował zmusić do wyjawienia, jak złote runo dostało się w ręce Tiestesa. Wreszcie Dikte, służąca Aerope, wyjawiła mu, że jej pani wykradła złote runo i oddała je jego bratu, który od dawna był kochankiem Aerope. Niewierną żonę król Myken kazał zawlec nad morze, tam włożyć do worka obciążonego kamieniami i zrzucić ze skały do wody.
Według innych wersji Katreus oddał Aerope i Klimene Naupliosowi i nakazał je utopić, ponieważ oddała się niewolnikowi. Ten jednak miał zabrać siostry do Argos, gdzie Aerope wyszła za mąż za króla Plejstenesa, z którym miała dwoje dzieci.
By pogodzić oba mity, wymyślono, że Atreus był synem Plejstenesa z poprzedniego małżeństwa. Aerope najpierw była małżonką Plejstenesa, a po jego śmierci wyszła za mąż za Atreusa, który wychowywał dzieci spłodzone z Plejstenesem. Wersja ta jest jednak rzadko przytaczana.